# Черсозимо
Черсо̀зимо (на италиански: Cersosimo) е село и община в Южна Италия, провинция Потенца, регион Базиликата. Разположено е на 548 m надморска височина. Населението на общината е 700 души (към 2012 г.).